# (1587) Kahrstedt
(1587) Kahrstedt ist ein Asteroid des Hauptgürtels, der am 25. März 1933 von dem deutschen Astronomen Karl Wilhelm Reinmuth an der Landessternwarte Heidelberg-Königstuhl der Universität Heidelberg entdeckt wurde.
Der Asteroid ist dem deutschen Astronomen Albrecht Kahrstedt gewidmet.